# Survio
Survio è un sistema di sondaggi online per la preparazione di questionari, la raccolta e l'analisi dei dati e la condivisione dei risultati. Survio è un progetto di creatori cechi della città di Brno, nota anche come la Silicon Valley ceca.

## Storia

### Fondazione
Survio è stata fondata nel 2012 da Ondřej Coufalík e Martin Pavlíček. L’inspirazione venne nel 2008 quando Martin, che era malato in ospedale, dovette compilare vari questionari cartacei. Entrambi gli uomini quindi nel 2008 fondarono il predecessore di Survio, una compagnia chiamata Global Business IT s.r.o. Con l’idea del sistema di questionari si iniziò lo sviluppo nel centro di innovazione del Sud Moravia.

### Sviluppo
Già nel 2012 la società Webnode aveva investito un milione e mezzo di corone ceche (20 mila dollari) e aveva acquisito il 35% del capitale di Survio. Questo investimento ha dato il via a una crescita molto rapida del progetto di ricerca online. Fin dall'inizio del progetto, gli utenti avevano a disposizione 11 lingue. L'avvio del progetto si rivelò un grande successo e alla fine del primo anno di attività Survio contava 100 mila utenti provenienti da 124 paesi del mondo.

### Dal 2020
Nel Gennaio 2020, Survio ha registrato una crescita annua del 60% e il suo fatturato annuo ricorrente (ARR) è aumentato a 2 milioni di euro. L'applicazione è localizzata in 17 lingue mondiali per coprire 198 paesi in cui Survio viene utilizzato per creare sondaggi. La sede centrale dell'azienda è a Brno, dove si trovano anche il team di sviluppo, i reparti marketing, prodotto e vendite, compreso l'assistenza clienti. Al 31 maggio 2021, Survio impiegava 30 persone.

## Servizi
Gli utenti possono sia creare i propri sondaggi che utilizzare modelli predefiniti e personalizzarli. I tipi di domande offerti variano, tra cui domande a scelta multipla, di testo, di classificazione, domande a matrice, differenziale semantico e Net Promoter Score. Le impostazioni avanzate consentono di saltare le domande in modo logico, di reindirizzare gli intervistati al sito web del proprietario del sondaggio una volta completato e di integrarli con altre piattaforme (ad esempio, Google Sheets o Google Analytics).
I clienti possono offrire sondaggi da completare in vari modi: inviti tramite e-mail di massa, social media, inserimento di sondaggi su siti Web, utilizzando collegamenti URL o codici QR. I moduli sono ottimizzati anche per i dispositivi mobili. I risultati vengono automaticamente elaborati in tabelle e grafici, con opzioni di filtraggio e la possibilità di generare report in formati comuni: pdf, docx o pptx.
I sondaggi online vengono utilizzati nella ricerca di mercato (soddisfazione del cliente, valutazione di prodotti/servizi, ricerche di mercato), nelle risorse umane (sondaggi sui dipendenti, sondaggi sulla motivazione, feedback a 360°), nell'istruzione (valutazioni dei corsi, sondaggi sulle attrezzature scolastiche, soddisfazione per la mensa scolastica), nell'assistenza sanitaria (sondaggi sulla soddisfazione dei pazienti, sondaggi sulle condizioni fisiche, valutazioni delle farmacie) e nelle agenzie di eventi (valutazioni di eventi aziendali, organizzazione di viaggi, pianificazione di concerti).
Survio offre i suoi servizi secondo il modello SaaS (Software as a Service). Il software viene fornito tramite Internet senza necessità di installazione o configurazione sul dispositivo dell'utente. Il suo modello di business è freemium, rendendo alcune funzionalità disponibili a tutti i clienti gratuitamente, mentre le funzionalità premium sono a pagamento. I dati del sondaggio vengono archiviati nel cloud e il trasferimento tra il dispositivo dell'utente e i rispettivi server è crittografato tramite un certificato SSL EV. Gli utenti possono scaricare esportazioni e report direttamente sui propri dispositivi locali per ulteriori confronti o scopi statistici.

## Movimento SaaS
Dal 2018, Survio co-organizza la conferenza professionale SaaS Movement con le aziende Smartlook e Smartsupp. L'obiettivo della conferenza è riunire esperti del settore SaaS, presentare le tendenze e condividere il know-how tra i progetti SaaS. Tra i partecipanti passati c'erano aziende come Pipedrive, Avast, Kiwi.com e Cleverbridge.

## Clientela
Survio è progettato appositamente per le piccole e medie imprese (PMI). Il servizio è adatto anche a tutti coloro che hanno bisogno di preparare autonomamente i propri questionari : uffici, scuole, studenti, organizzazioni non profit, ecc. 
Attualmente, Survio serve più di 1 milione di utenti da 170 paesi. Il sistema è diffuso in Europa e America Latina. Tra gli utenti di Survio figurano numerose aziende, uffici e scuole, comprese le università. Tra i clienti figurano IBM, Tesco, FedEx, Bosch, Oriflame, BMW, Microsoft, Ford ecc.

## Prezzi
La versione base di Survio è disponibile gratuitamente. Survio offre anche un servizio premium a pagamento. Nel menu avanzato sono presenti anche tipologie specifiche di questionari, come ad esempio l'NPS Net Promoter Score o il feedback a 360 gradi.